# Värmeflödessensor

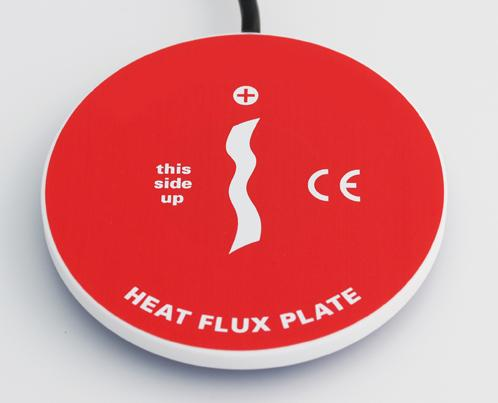
En värmeflödessensor.

En värmeflödessensor genererar en elektrisk signal som är proportionell mot värmeflöde genom dess yta. Värmeflödestätheten erhålls från det uppmätta värmeflödet per ytenhet av sensorn. Olika typer av värmeöverföring, såsom konvektion, ledning och strålning kan mätas. SI-enheten för värmeflödet är watt, enheten för vilket är värmeflödets densitet är watt per kvadratmeter.

## Tillämpning
Värmeflödessensorer kan användas för en mängd olika tillämpningar. Lovande områden är kvalitetsanalyser av byggisolering eller bestämning av termiska egenskaper hos textilier med hjälp av värmeöverföringskoefficienten. Andra möjliga tillämpningar inkluderar mätning av flöden i vätskor, och temperaturmätning med hjälp av icke-invasiva metoder och mätning av laserprestanda. 

### Tillämpning i fysik
Denna värmeflödessensor används ofta för att mäta flödet av värme från byggnader eller i kombination med temperatursensorer för att bestämma U-värdet. Varje dag förbrukas stora mängder energi för uppvärmning och kylning av byggnader av vilka många är termiskt otillräckligt isolerade och inte uppfyller modern standard. I detta avseende är det viktigt att med hjälp av en värmeflödessensor bestämma kvaliteten på värmeisolering av byggnader och värmeöverföringskoefficienten .
Enligt lagen gällande värmeöverföring står värmeflödet genom en yta, till exempel väggen av en byggnad, i direkt proportion till skillnaden mellan den inre och yttre ytan temperaturen hos föremålet (eller omgivande temperatur)

### Tillämpning inom textilindustrin
Värmeflödet är en viktig parameter vid utvecklingen av tyger med specifika termiska egenskaper, såsom sportkläder eller brandskyddsdräkter. Genom att använda en värmeflödessensor kan man bestämma den termiska överföringskoefficienten, en egenskap som bestäms av material och bearbetning .